# Mariele Neudecker

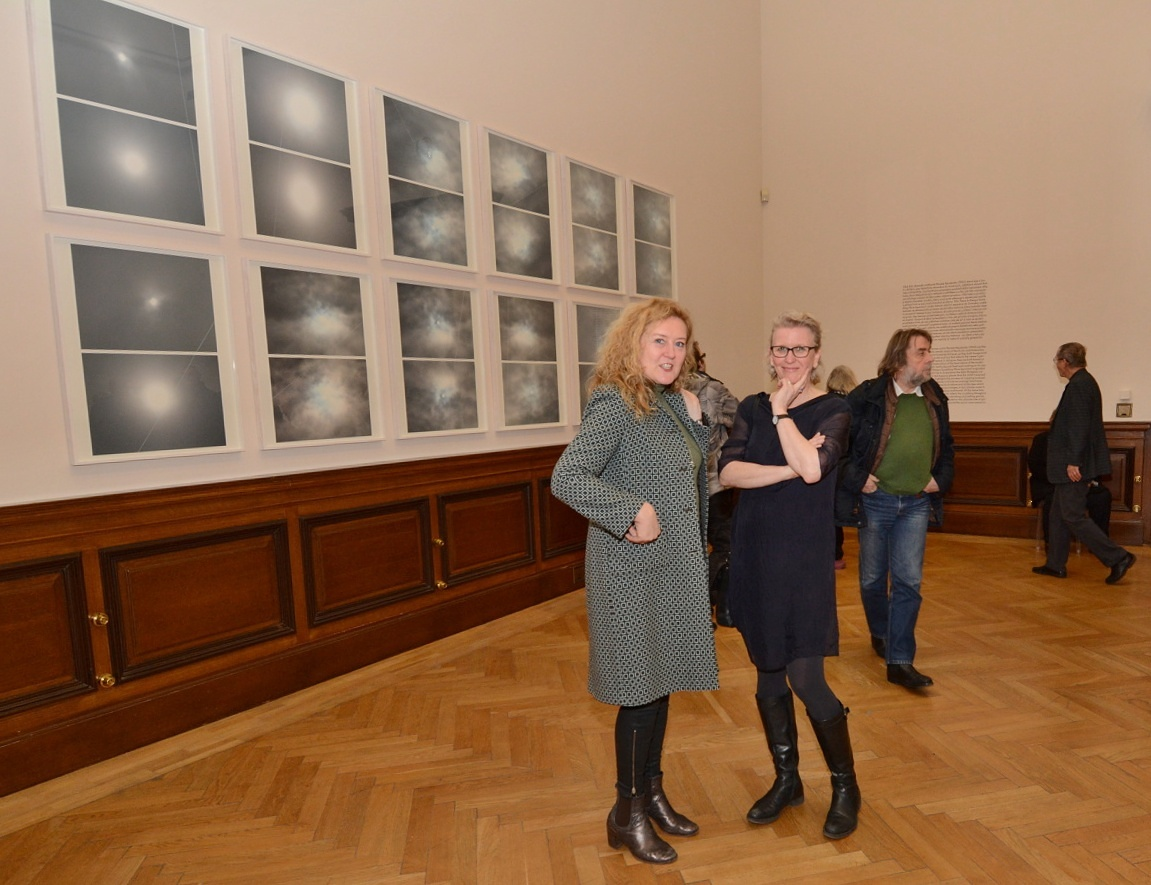
Mariele Neudecker bei der Eröffnung der Ausstellung Model, Galerie Rudolfinum, Prag, 2015

Mariele Neudecker (* 1965 in Düsseldorf) ist eine deutsche Künstlerin, die vor allem für ihre Installationen und Skulpturen bekannt ist.

## Leben
Mariele Neudecker wurde in Düsseldorf geboren. Sie begann ihr Studium von 1984 bis 1985 an der Universität Wuppertal in den Fächern Kunstgeschichte, Philosophie und Literaturwissenschaften und machte 1985 ein Praktikum bei Pfeiffer & Voss im architektonischen Modellbau. Von 1985 bis 1987 ging sie an das Crawford College of Art and Design in Cork, Irland, und von 1987 bis 1990 an das Goldsmith College in London, wo sie ihren Bachelor of Arts abschloss. Von 1991 bis 1992 wechselte sie an das Chelsea College of Art and Design, wo sie ihren Master für den Bereich Skulptur errang. Ein weiteres Studienjahr absolvierte sie von 1996 bis 1997 am Tower Hamlets College, London, für das Studienfach Digital Image Creation Manipulation.
In internationalen Einzel- und Gruppenausstellungen wurde Neudecker als moderne Künstlerin für ihre Skulpturen und Installationen bekannt. Sie wurde mit Preisen und Stipendien geehrt, darunter 1996 mit dem MOMART Prize, 1997 mit einem Award to Individual Artists des London Arts Board, 1998 mit der Henry Moore Fellowship und 2001 mit dem Botho-Graef-Preis der Stadt Jena.

## Ausstellungen (Auswahl)

### Einzelausstellungen
- 1989: Bilder und Objekte, Kunsthaus Mettmann, Düsseldorf
- 1990: The High Priestess, mit Gillian Wearing, Goldsmiths' College
- 1991: Piece-talks, mit Gillian Wearing, Diorama Art Centre, London
- 1993: Pepiniere Exhibition, Barcsay Exhibition Hall, Budapest
- 1996: Stolen Sunsets, Studio Galeria, Budapest
- 1998: The Halted Traveller, Bergens Kunstforening, Bergen
- 1999: Never Eat Shredded Wheat (Memory Maps), James Harris Gallery, Seattle; The Krannert Art Museum, Chicago
- 2000/2001: Until Now, Ikon Gallery, Birmingham; Galerie Barbara Thumm, Berlin; Künstlerhaus Bethanien, Berlin; 1stSite at the Minorities, Colchester
- 2003: Between Us, Bluecoat Gallery, Liverpool; Leeds City Art Gallery, Leeds; The Glynn Vivian Art Gallery, Swansea
- 2003: Winterreise, Opera North Projekt
- 2004/05: Over and Over, Again and Again, Tate Britain, London
- 2005: Winterreise life performances: Shaw Room, National Gallery of Ireland, Dublin
- 2005: Everyman Theatre, International Festival of Music, Cheltenham
- 2005: Kindertotenlieder, Impressions Gallery, York
- 2006: Kindertotenlieder, Salts Mill, Saltaire; Colston Hall Bristol, Bonnington Gallery, Nottingham
- 2006: Ambassador, Republic Tower Billboard Project, Centre for Contemporary Art in Association with Visible Art Foundation, Melbourne
- 2007: Afterlife, Egyptian Collection, Bristol's City Museum and Art Gallery, Bristol
- 2016: Some Things Happen all at Once, Zeppelin Museum, Friedrichshafen[1]

### Gruppenausstellungen
- 1989: 37 Seconds, Slaughterhouse Gallery, London
- 1989: Lieblinge Aufhängen, Galerie Tannenbaum, Dusseldorf
- 1993: Brick Lane Open 4, Curtain Road Arts, London
- 1993: Western Exposure, Riverside Studios, London
- 1993: Tjuna Fis Compitisn, mit Fiona Tan, Fö Utca 3, Budapest, Hungary
- 1994: Aritma 2, mit Attila Csorgo, Eike, Petra Kussner, Istvan Szil und Fiona Tan, Foundation for Modern Art, Dunaújváros
- 1994: Exchange – Echange, Monumental II, Lissabon
- 1994: Miniatures, The Agency at Curtain Road Arts, London
- 1994: Art(s) d"Europe, Galerie de L"Esplanade, Paris, France
- 1995: In and out of touch, mit Barbara Thumm, Budapest
- 1996: Whitechapel Open, Whitechapel Art Gallery, London – Verleihung des MOMART-Preises
- 1997: 7th International Biennial of Sculpture and Drawing – EDCR – Bienal International De Escultura e Desegno Das Caldas Da Raina, Portugal
- 1998: Nature of Man, curated by Pontus Kyrander, Kunsthalle Lund, Schweden
- 1999: Maribor Triennale Exhibition for Ethnography and Art, Umetnostna Galerija, Maribor, Slowenien
- 2000: The Wreck of Hope, The Friedrich Society, The Nunnery Gallery, London
- 2001: Yokohama International Triennale of Contemporary Art
- 2001: Bright Paradise, Auckland Art Gallery, Neuseeland
- 2002: IMAGINATION-Romanticism, The Brno House of Arts
- 2003: Berlin-Moskau, Moskau-Berlin: 1950–2000, Walter-Gropius-Bau, Berlin
- 2005: Elemental Insight, BBC London
- 2006: Melancholie. Genie und Wahnsinn in der Kunst., Neue Nationalgalerie Berlin
- 2007: [C]Artography: Map-Making As Artform, Crawford Municipal Art Gallery, Cork
- 2007: Reality Bites, Sam Fox Arts Center an der Washington University, St. Louis
- 2015: Model, Galerie Rudolfinum, Prag[2]

### Sammlungen
Werke von Mariele Neudecker finden sich in den folgenden Museen und Sammlungen sowie in privaten Sammlungen:
- Saatchi Collection, London
- The Arts Council Collection, London
- The British Council Collection, London
- The Government Art Collection, London
- Towner Collection, Eastbourne
- Phillip Morris Collection, New York
- Museum of Contemporary Art, Guadalajara, Mexico
- The Museum of Contemporary Art Kiasma, Helsinki